# Масакр на журци 2
Масакр на журци 2 (енгл. Slumber Party Massacre II) амерички је слешер хорор филм са елементима црног хумора из 1987. године, од редитељке Деборе Брок и продуцента Роџера Кормана, са Кристал Бернард, Кимберли Макартур и Атанасом Иличем у главним улогама. Представља директан наставак филма Масакр на журци (1982) и други део истоимене трилогије. Радња прати Кортни Бејтс, једну од преживелих из претходног филма, коју прогони нови убица са бушилицом који овога пута има и натприродне моћи.
Филм је сниман током јуна 1987. у Лос Анђелесу, под радним насловом Не пуштај, са буџетом од 500.000 $. Зарадио је 1,3 милиона $ и добио негативне оцене критичара, али је упркос томе добио култни статус међу фановима жанра. Ленард Кледи је у рецензији испред Лос Анђелес тајмса упоредио натприродне елементе са Стравом у Улици брестова (1984), док се у рецензији компаније TV Guide наводи да је убица мешавина Елвиса Прислија и Нормана Бејтса.
Последњи део трилогије објављен је 1990, под насловом Масакр на журци 3.

## Радња
Кортни Бејтс, једна од преживелих девојака из претходног дела, одлази на журку да прослави свој рођендан са другарицама Ејми, Шилом и Сали. На журци их прогони мистериозни серијски убица који као оружје користи гитару са бушилицом на врху.
Испоставља се да су сва дешавања у филму била део кошмара Кортни, која је завршила у психијатријској болници након догађаја из претходног филма.

## Улоге
| Глумац            | Улога             |
| ----------------- | ----------------- |
| Кристал Бернард   | Кортни Бејтс      |
| Кимберли Макартур | Ејми              |
| Џулијет Каминс    | Шила Барингтон    |
| Патрик Лоу        | Мет Арбикост      |
| Хајди Козак       | Сали Бернс        |
| Џоел Хофман       | Ти Џеј            |
| Скот Вестморланд  | Џеф               |
| Џенифер Роудс     | госпођа Бејтс     |
| Синди Ајлбахер    | Валери Бејтс      |
| Мајкл Делано      | полицајац Кругер  |
| Хамилтон Мичел    | полицајац Ворхис  |
| Атанас Илич       | убица с бушилицом |